# Мамедов, Юсиф Абульфат оглы
Юсиф Абульфат оглы Мамедов (азерб. Məmmədov Yusif Əbülfət oğlu) — азербайджанский учёный, доктор физико-математических наук (1990), профессор, заслуженный деятель науки Азербайджана (2000), действительный член Национальной Академии Наук Азербайджана (2017).

## Биография
Юсиф Мамедов родился 24 января 1950 года в поселке Дастакерт Сисианского района Армянской ССР. В 1966 году, окончив школу с золотой медалью, поступил на механико-математический факультет Азербайджанского государственного университета. В 1971 году, окончив университет с отличием, Юсиф Мамедов по направлению был оставлен ассистентом на кафедре уравнений математической физики. В 1974 году защитил кандидатскую. В 1990 году защитил докторскую диссертацию на соискание ученой степени доктора физико-математических наук.
Юсиф Мамедов в 2000—2004 годах был деканом факультета прикладной математики и кибернетики БГУ, а с 2004 по 2006 год — проректором по научной работе БГУ.
По распоряжению президента Азербайджанской республики Гейдара Алиева в 2000 году Юсиф Мамедов получил почетное звание Заслуженный деятель науки. В 2001 году был избран членом-корреспондентом НАНА. Мамедов Юсиф — член азербайджанского комитета «Этика научных знаний и технологий» ЮНЕСКО, был председателем экспертной комиссии по математике и механике Высшей Аттестационной Комиссии при Президенте Азербайджанской Республики, был председателем Диссертационного Совета при ИММ НАН. Азербайджана, является председателем Диссертационного Совета при Аз. Гос. Пед. университете.
По распоряжению Президента Ильхама Алиева в 2006 году Юсиф Мамедов был назначен ректором Азербайджанского государственного педагогического университета, а в 2010 году награждён орденом «Слава». В 2019 году награждён «орденом „Труд“» II степени

## Научная деятельность
Юсиф Мамедов — автор свыше 100 опубликованных научных трудов. Под его руководством защитились 12 кандидатов и 1 доктор наук.
Ю. Мамедов впервые ввел понятия регулярности, почти-регулярности и нормальности рациональных пучков обыкновенных дифференциальных операторов, получил формулу разложения по их собственным элементам. Обосновал вычетный метод для уравнений типа Соболева-Гальперна. Впервые получил асимптотику собственных значений задачи Штурма-Лиувилля для уравнения с комплексно значной плотностью. Юсиф Мамедов доказал однозначную разрешимость смешанной задачи для параболического уравнения, вырождающегося в шредингеровый тип.

### Некоторые научные работы
- Формула разложения в случае спектральной задачи с коэффициентами имеющими полюсные особенности. ДАН СССР, 1988, т. 300, № 5, с. 1059—1063.
- О разложении по вычетам решения спектральной задачи для системы обыкновенных диф-х уравнений. Дифф. уравнения 1989, т. 25, № 3, с. 409—423
- О корректной разрешимости общих смешанных задач. Дифф. уравнения 1990, т 26, № 4, с. 722—724.
- Применение вычетного метода к одной смешанной задаче. Turkish Journal of Mathematics, v20, № 3, 1996, pp. 305–321.

## Награды и звания
- Орден «Слава» (21 января 2010 года) — за заслуги в развитии науки и образования в Азербайджанской Республике[2]
- Орден «Труд» II степени (25 ноября 2019 года) — по случаю 100-летия Бакинского государственного университета и за заслуги в развитии образования и науки в Азербайджане[3][4]
- Заслуженный деятель науки Азербайджана (11 февраля 2000 года) — по случаю 80-летия Бакинского государственного университета имени Мамедама Расулзаде, за достижения в области науки и образования[5]